# Бурштынское водохранилище
Бурштынское водохранилище — водохранилище на Украине вблизи города Бурштын Ивано-Франковской области, расположено на реке Гнилая Липа. Построено для потребностей Бурштынской ГРЭС в 1962 году. Площадь поверхности — 12,6 км².
Температура воды в водохранилище выше на несколько градусов от ожидаемой благодаря подогреву от электростанции. Именно поэтому здесь проводятся соревнования по плаванию на открытой воде. В озере водится рыба. Рыбаки любят ловить рыбу именно здесь, ведь рыба быстрее набирает вес в тёплой воде. Водохранилище создаёт своеобразный микроклимат у своих берегов. Больше нигде поблизости кроме как на берегах Бурштынского озера могут созреть абрикосы и персики.